# Tháp đồng hồ, Tiêm Sa Chủy
Tháp đồng hồ Tiêm Sa Chủy (tiếng Trung: 尖沙咀鐘樓; Hán–Việt: Tiêm Sa Chủy chung lâu; tiếng Anh: Clock Tower) hay Tháp đồng hồ Hồng Kông là một danh lam thắng cảnh hay điểm mốc tại Hồng Kông. Công trình này nằm cạnh bờ biển phía nam của quận Tiêm Sa Chủy thuộc vùng Cửu Long. Nó là dấu vết còn sót lại duy nhất của nhà ga Cửu Long trên tuyến đường sắt Cửu Quảng cũ (Kowloon–Canton Railway).
Được xây dựng bằng gạch đỏ và đá hoa cương, toà tháp có chiều cao 44 mét và có đỉnh là cột thu lôi dài 7 mét. Đỉnh của tháp có thể leo lên được thông qua những cầu thang gỗ nằm bên trong. Trước đây, bên trong tòa tháp được mở cho công chúng nhưng hiện đang đóng cửa để bảo trì. Tháp đồng hồ Hồng Kông toạ lạc gần cảng Victoria cuối đường Salisbury. Một địa danh khác là Bến phà Thiên Tinh cũng nằm gần đó.
Tòa tháp đã được liệt kê là một di tích pháp định tại Hồng Kông kể từ năm 1990 và thường được ví như Tượng Nữ thần Tự do của New York.

## Lịch sử
Kế hoạch của Đường sắt Cửu Quảng được thực hiện vào năm 1904 với ga cuối nằm ở Tiêm Sa Chủy. Thiết kế bến cuối được giao cho kiến trúc sư A.B. Hubback, một phần nhờ vào kinh nghiệm của ông trong việc thiết kế các ga cuối đường sắt trong Các khu định cư Eo biển, Mã Lai thuộc Anh. Đường sắt Cửu Quảng khởi công vào ngày 1 tháng 10 năm 1910; tuy nhiên, việc xây dựng nhà ga không bắt đầu cho đến năm 1913. Nhà ga tạm thời đã được sử dụng trong khi vị trí tốt nhất cho vị trí của trạm đã được xác định, và công việc trên các bức tường biển và hình thành địa điểm trên đất lấn biển đã hoàn thành. Sự khởi đầu của Chiến tranh thế giới thứ nhất cũng dẫn đến việc cung cấp vật liệu cần thiết cho tòa nhà bị trì hoãn và việc xây dựng bị dừng lại một thời gian. Một phần của nhà ga, bao gồm Tháp đồng hồ, được hoàn thành vào năm 1915 và toàn bộ nhà ga được chính thức sử dụng vào ngày 28 tháng 3 năm 1916.
Tháp chuông tái sử dụng đồng hồ từ Tháp đồng hồ Pedder Street bị phá hủy. Tuy nhiên, lúc đó tòa tháp chỉ có một mặt đồng hồ, và mãi đến năm 1920, ba mặt còn lại của Tháp đồng hồ Hồng Kông mới được lắp đặt. Tòa tháp chính thức ra mắt người dân Hồng Kông vào chiều ngày 22 tháng 3 năm 1921 và chỉ dừng lại khi Nhật Bản chiếm đóng Hồng Kông trong Thế chiến II. Trong quá trình chiến đấu trước khi chiếm đóng, tòa tháp bị hư hại kéo dài, và vẫn để lại dấu vết cho đến ngày nay.
Năm 1975, ga Cửu Long được chuyển đến ga Hồng Khám ngày nay trên vịnh Hồng Khám mới khai hoang. Nhà ga đã bị dỡ bỏ vào năm 1977 bất chấp sự phản đối và kiến nghị từ Hội Di sản và các nhóm áp lực khác. Tuy nhiên, như một sự thỏa hiệp, người ta đã quyết định Tháp chuông Tiêm Sa Chủy sẽ được bảo tồn và hiện tại nó được đi kèm với Bảo tàng Không gian Hồng Kông, Bảo tàng Nghệ thuật Hồng Kông và Trung tâm Văn hóa Hồng Kông, tất cả được xây dựng trên sân ga cũ.
Chiếc chuông bên trong Tháp đồng hồ Hồng Kông được trưng bày trong trạm Sa Điền từ giữa những năm 1980 đến 1995 và được chuyển đến Văn phòng KCRC ở Hoả Thán (Fo Tan) từ năm 1995 đến đầu những năm 2000. Cuối cùng, chính phủ đã chuyển lại chuông vào bên trong tòa tháp vào năm 2010.

## Hình ảnh

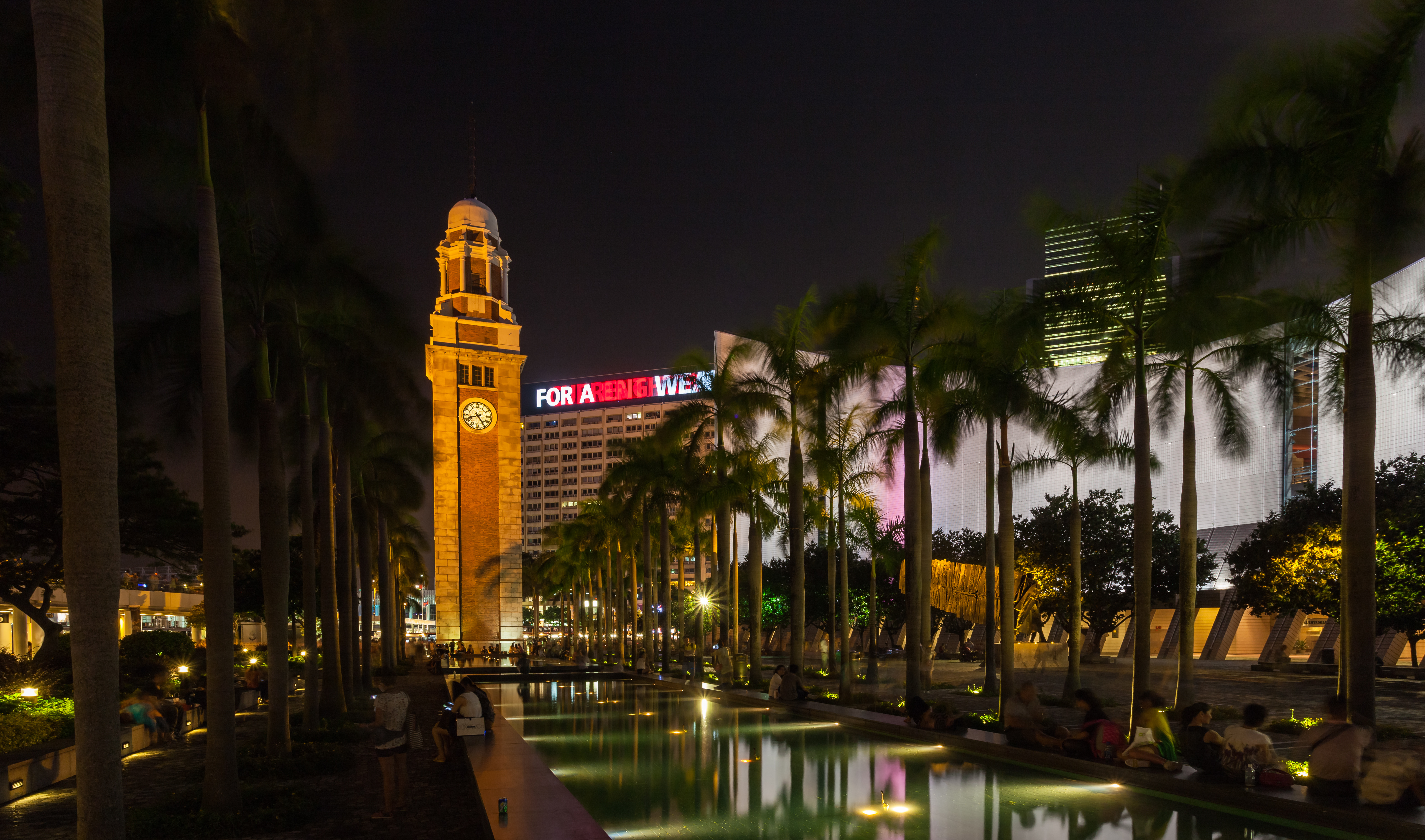
Tháp đồng hồ Hồng Kông năm 2013
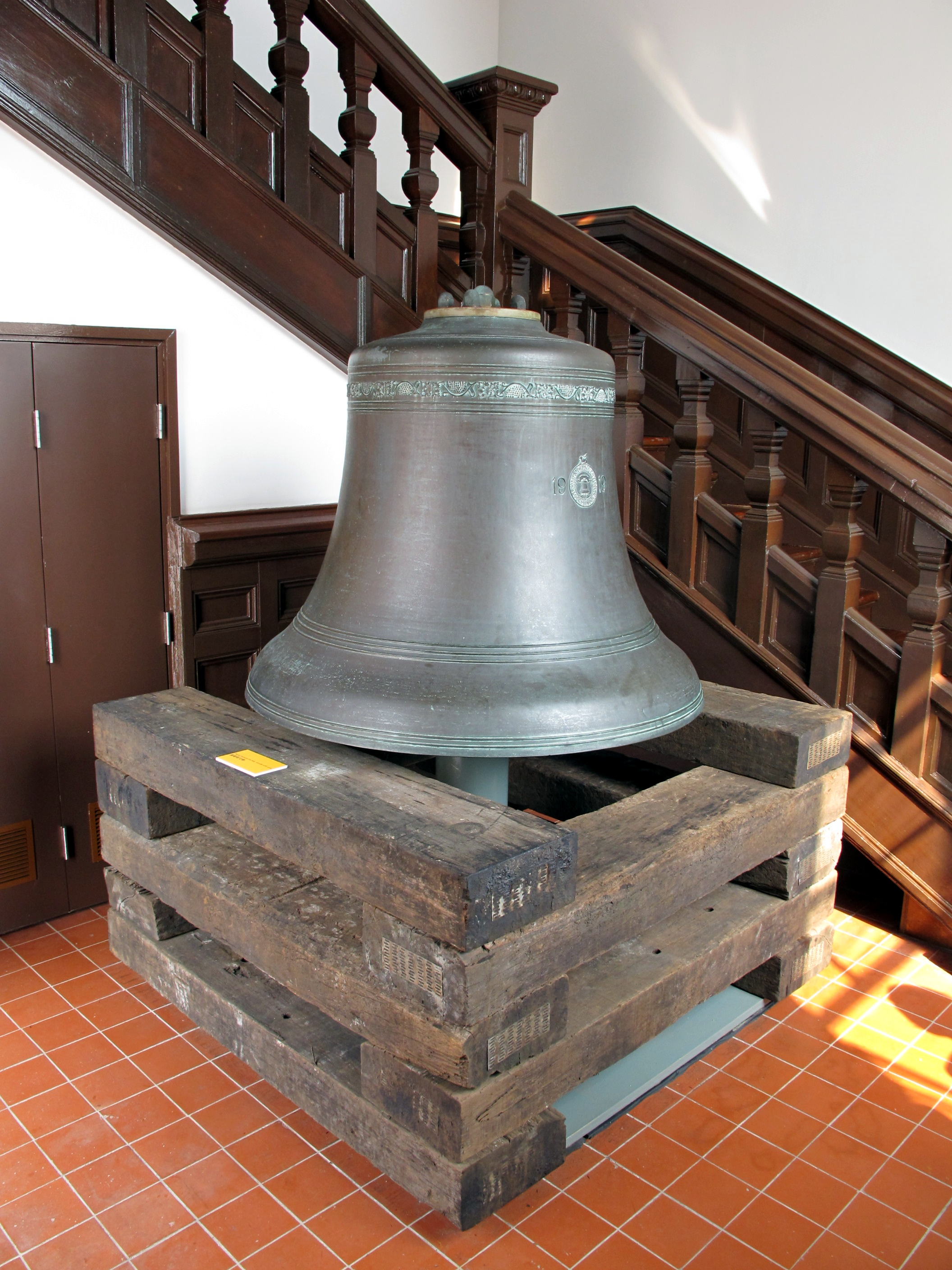
Chuông hiện được trưng bày bên trong tòa tháp
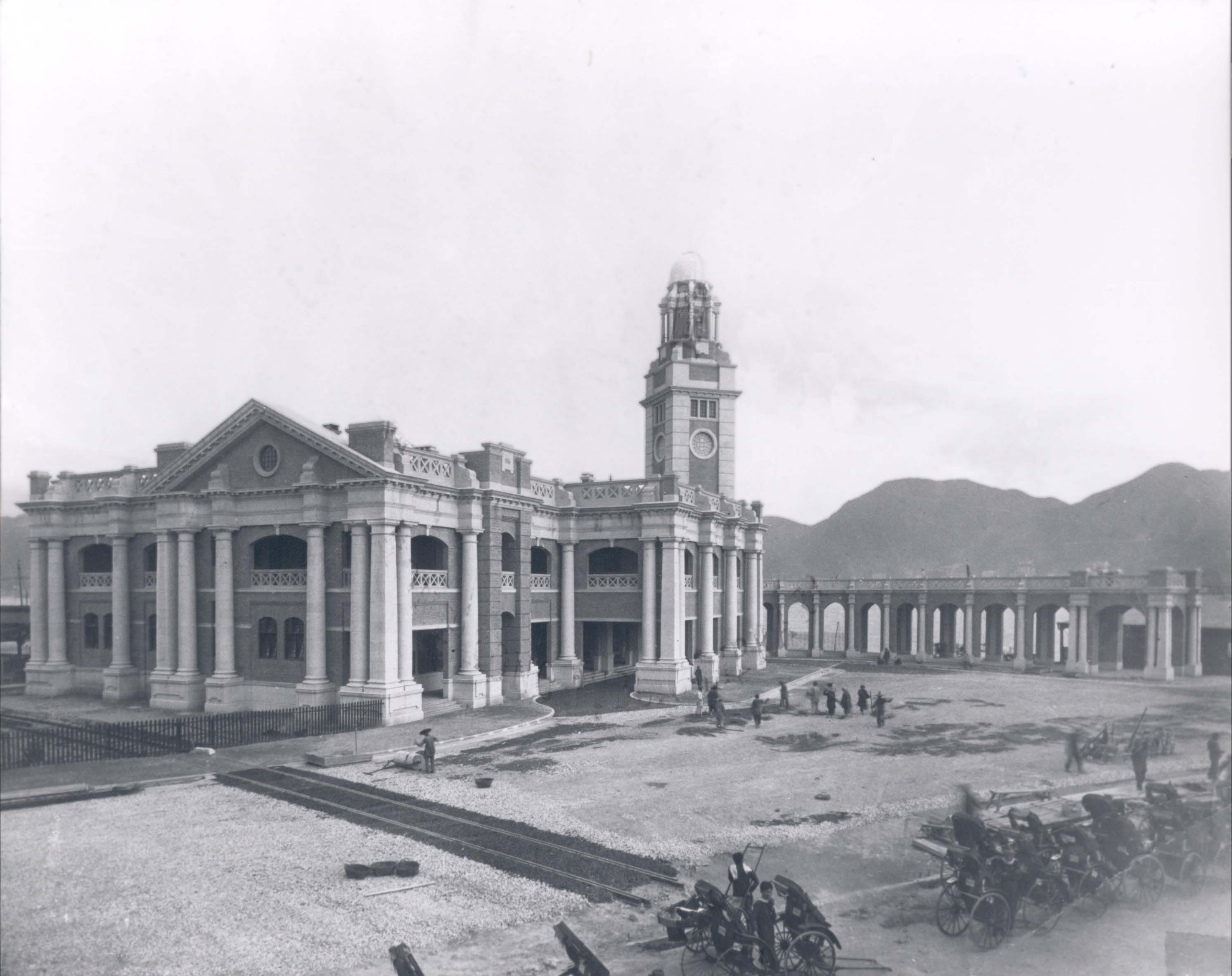
Nhà ga Cửu Long và Tháp đồng hồ Tiêm Sa Chủy năm 1914
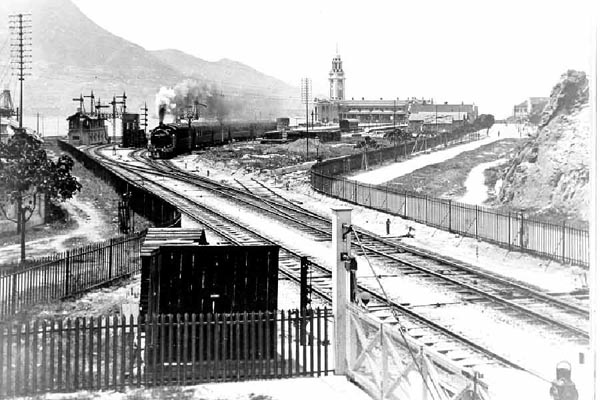
Ga xe lửa Cửu Quảng (KCR) năm 1916
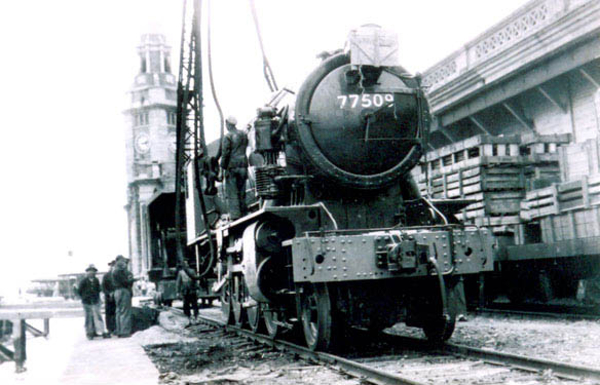
Một chiếc đầu máy WD Austerity 2-8-0 của Quân đội Anh cũ được chuyển đến Hồng Kông vào năm 1947 cho Bộ phận KCR của Anh. Tháp đồng hồ có thể nhìn thấy ở phía sau chiếc đầu máy
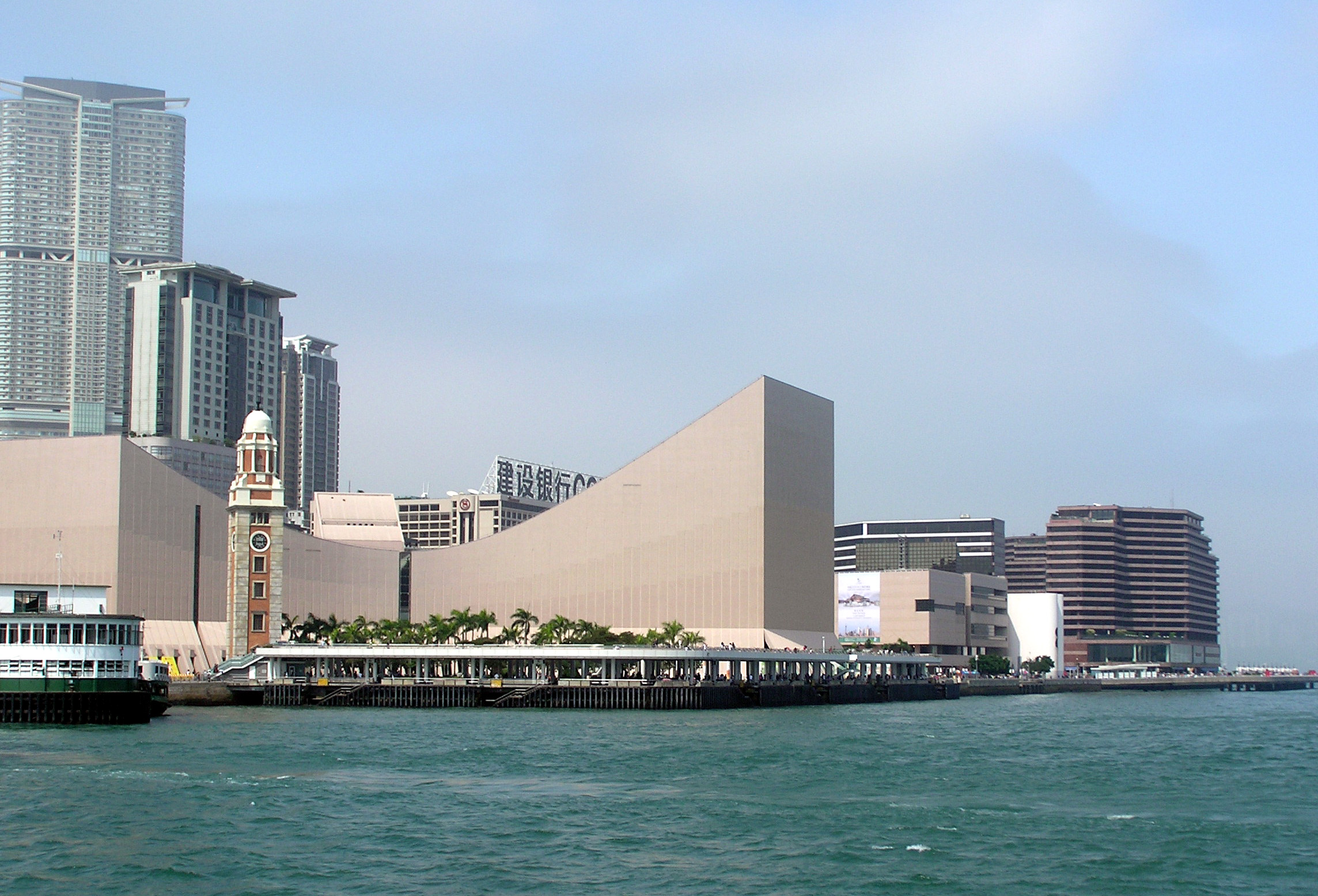
Tháp đồng hồ và khu vực xung quanh ngày nay
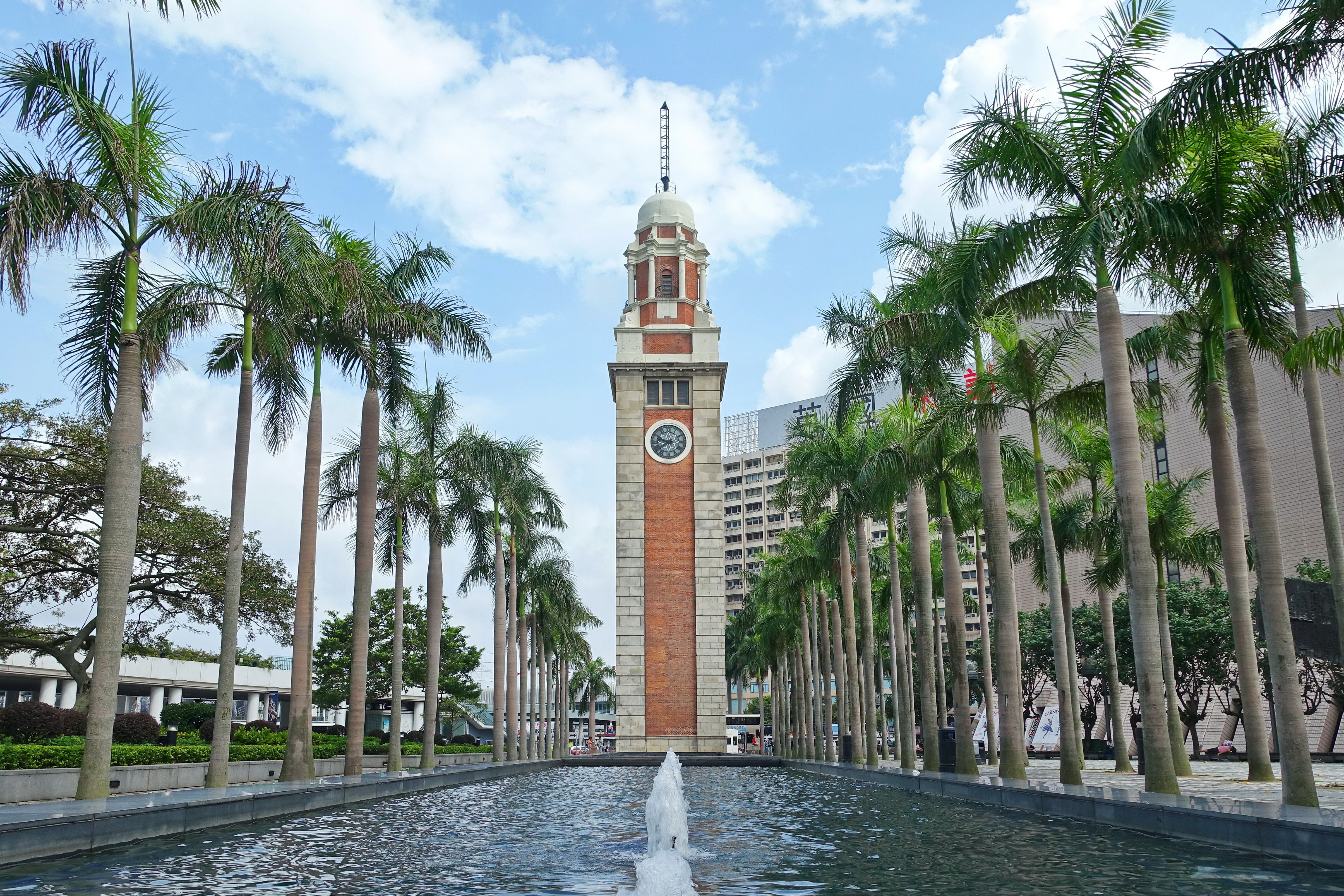
Tháp đồng hồ và vườn đài phun nước liền kề
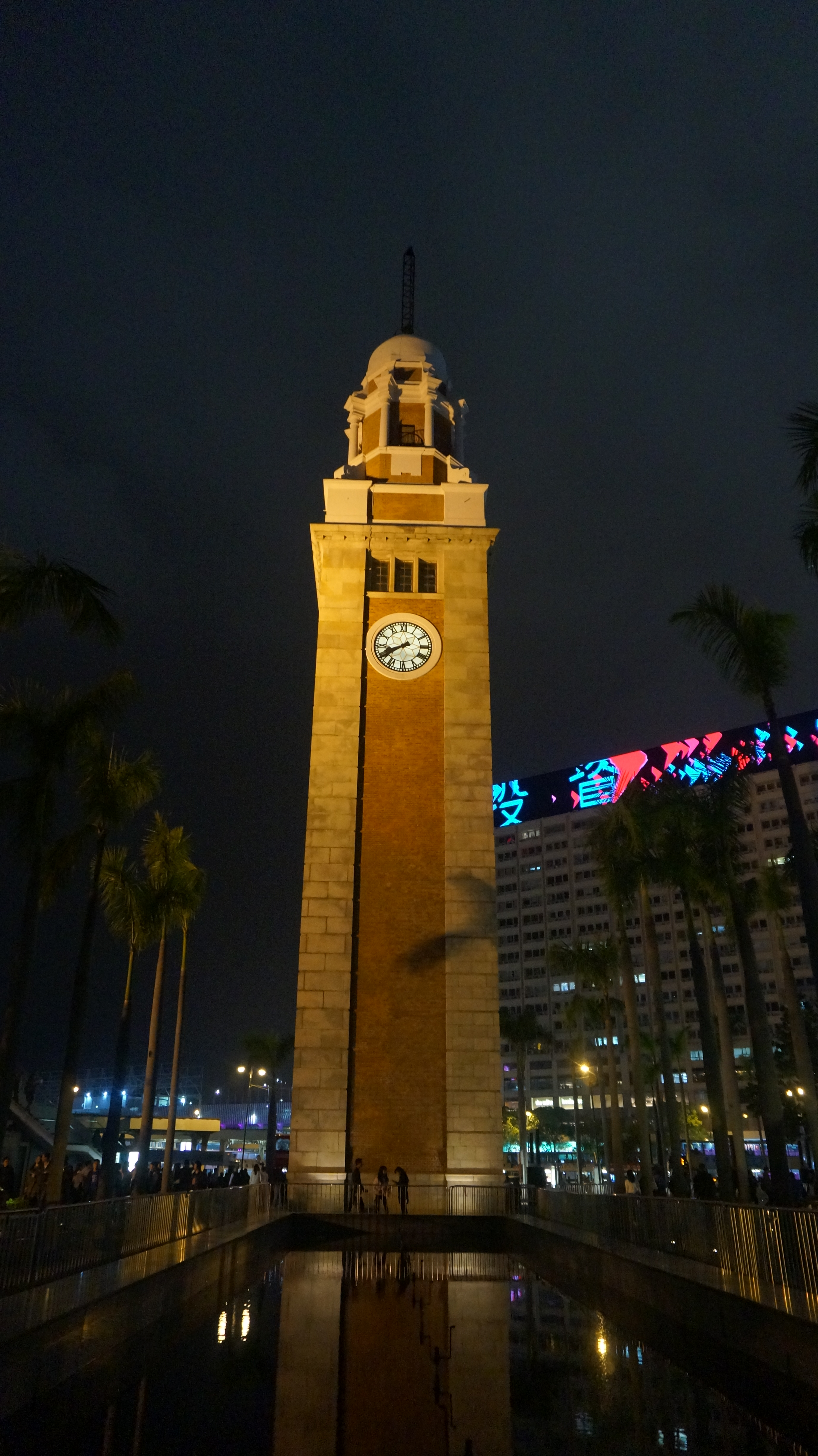
Tháp đồng hồ (2018)